# Corps Onoldia Erlangen
Das Corps Onoldia ist das älteste nicht zurückdatierte Corps Deutschlands. Seit 1798 vereint es Studenten und Alumni der Universität Erlangen. Onoldias Vorgeschichte – Streitereien in der sog. Braunschen Gesellschaft – ist in vielen Einzelheiten belegt und gilt als ältestes Dokument zur Entstehung einer Verbindung.

## Couleur und Wahlspruch
Onoldia trägt im Corpsburschenband die Farben „blutrot-weiß“ mit silberner Perkussion. Das Corpsburschenband ist mit 36 Millimetern außergewöhnlich breit. Dazu wird eine weiße Mütze getragen. Eine bestimmte Mützenform ist bei Onoldia nicht vorgeschrieben. Die Füchse der Onoldia tragen ein Band in den Farben „rot-weiß-schwarz“, ebenfalls mit silberner Perkussion und in der üblichen Breite von 27 Millimetern.
Der Wahlspruch lautet Ewigkeit geschwor’nen Eyden! (aus dem Gedicht An die Freude von Friedrich Schiller).
Als Kösener Corps steht Onoldia zu Mensur und Couleur.

## Geschichte
Das Corps Onoldia wurde am 28. Mai 1798 von einer Reihe klassisch-idealistisch gesinnter Studenten, u. a. Carl Freiherr von Pöllnitz, an der Universität Erlangen als Anspachische Gesellschaft gestiftet, weshalb ihre Mitglieder bis heute als „Ansbacher“ bezeichnet werden. Damit wurde hier eine Abkehr von den bis dato bestehenden Verbindungsformen (Landsmannschaften mit Regionalprinzip und geheime Studentenorden) vollzogen. Alle bis dato bestehenden Verbindungen sind binnen kurzer Zeit erloschen. Stattdessen entstanden an allen damaligen Universitäten des deutschen Sprachraumes Verbindungen dieses neuen Types, die einige Zeit später die Bezeichnung Corps annahmen.
Onoldia hat 1819 den Grundsatz des Lebenscorps festgeschrieben. Es erlaubt seither keine Doppelmitgliedschaften mit anderen Corps und geht keine Kartellbeziehungen ein, unterhält aber – anders als typische Lebenscorps – freundschaftliche Verhältnisse zu Corps an anderen Universitätsorten. Im frühen 19. Jahrhundert gab es vereinzelte Ansbacher mit zwei Bändern, z. B. Christian Friedrich von Stockmar, der auch Mitglied des Corps Franconia Würzburg war. Die Onoldia gehört seit 1861 (mit Ausnahme der Zeit von 1873 bis 1878) dem Kösener SC-Verband an. 1866, 1885 und 1990 stellte das Corps den Vorsitzenden des oKC. In über 200 Jahren musste der aktive Betrieb lediglich in den burschenschaftlichen Wirren einmal vier Wochen ausgesetzt werden und ansonsten bestand nur nach dem Verbot durch die Nationalsozialisten 1935 bis 1947 kein aktiver Betrieb. Die Altherrenschaft gründete 1937 die Kameradschaft „Dietrich Eckart“, an der sich auch Angehörige des suspendierten Corps Rhenania Erlangen beteiligten. Engere Beziehungen zwischen Altherrenschaft der Onoldia und der aktiven Kameradschaft entwickelten sich jedoch nicht. Die Kameradschaft folgte streng den Grundsätzen des Nationalsozialistischen Studentenbunds. Im Januar 1950 gehörte Onoldia zu den 22 Corps, die sich in der Interessengemeinschaft zusammenschlossen und die Rekonstitution des KSCV vorbereiteten.
Onoldia galt als ältestes Corps. So gratulierte ihr der KSCV 1898 zum 100. Geburtstag. Sie habe „vor 100 Jahren in der ruhmreichen Geschichte der deutschen Corps den Weg eröffnet“. Das Geschenk waren zwei Fenster mit den Studentenwappen aller Kösener Corps. 1903 schenkte Wilhelm II. (Württemberg) „s. lb. Onoldia zum 105. Jubiläum“ ein Bild.
In den 1920er Jahren betrieben das Corps Guestphalia Halle und der Hallenser Senioren-Convent Guestphalias Rückdatierung auf 1789. Dass sie von der Kösener Rückdatierungskommission unter Wilhelm Fabricius anerkannt wurde, ist bis heute umstritten.

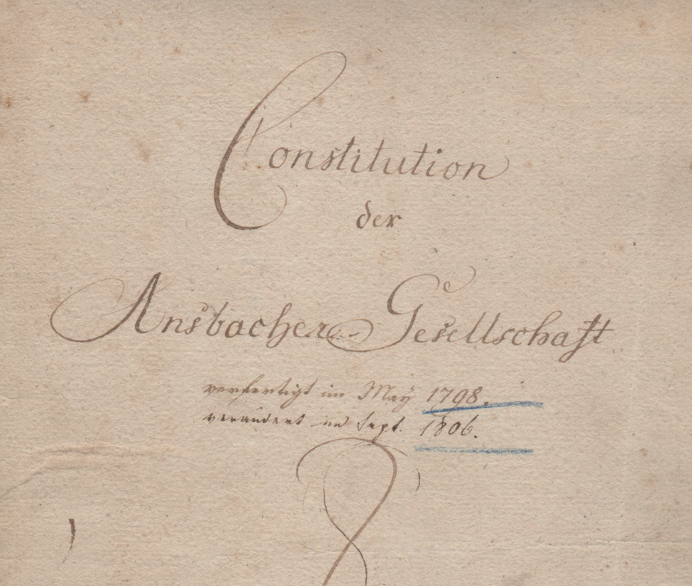
Ansbacher-Gesellschaft
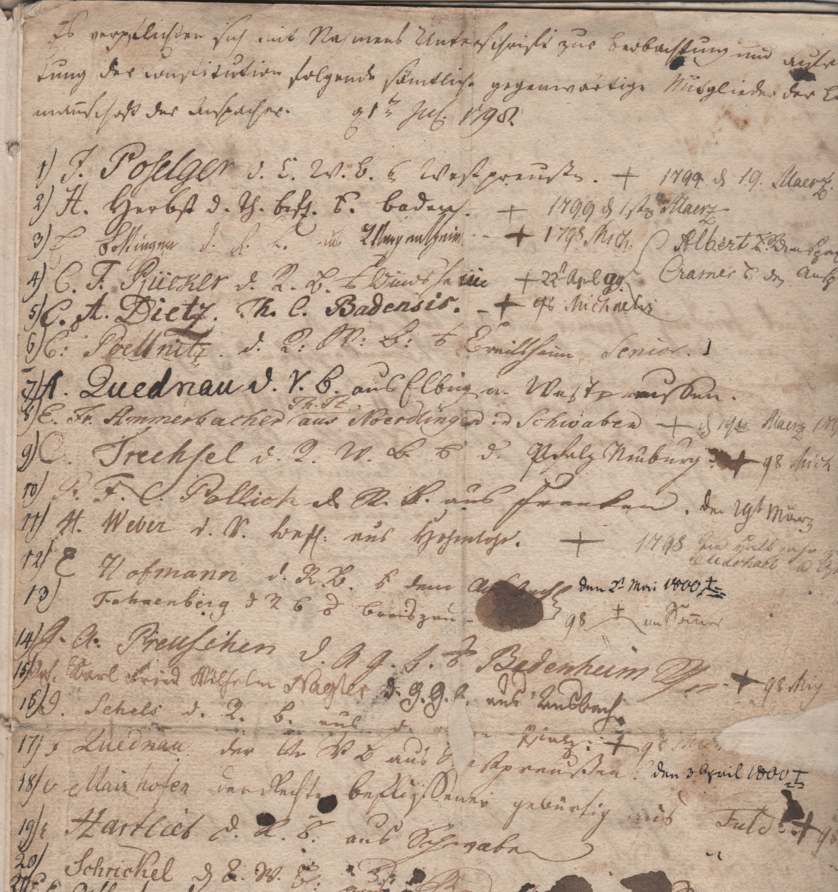
22 Stifter
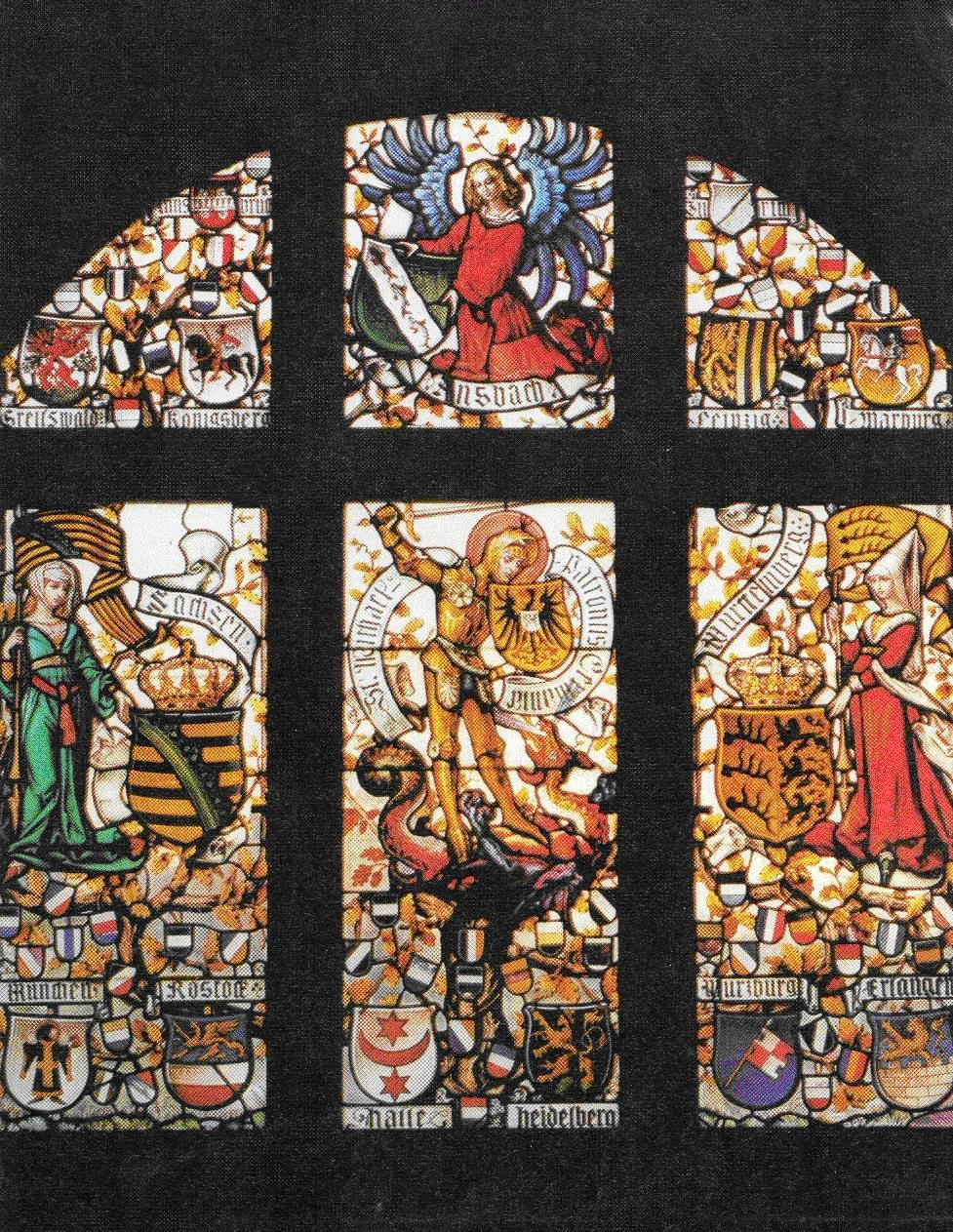
1. Kösener Fenster
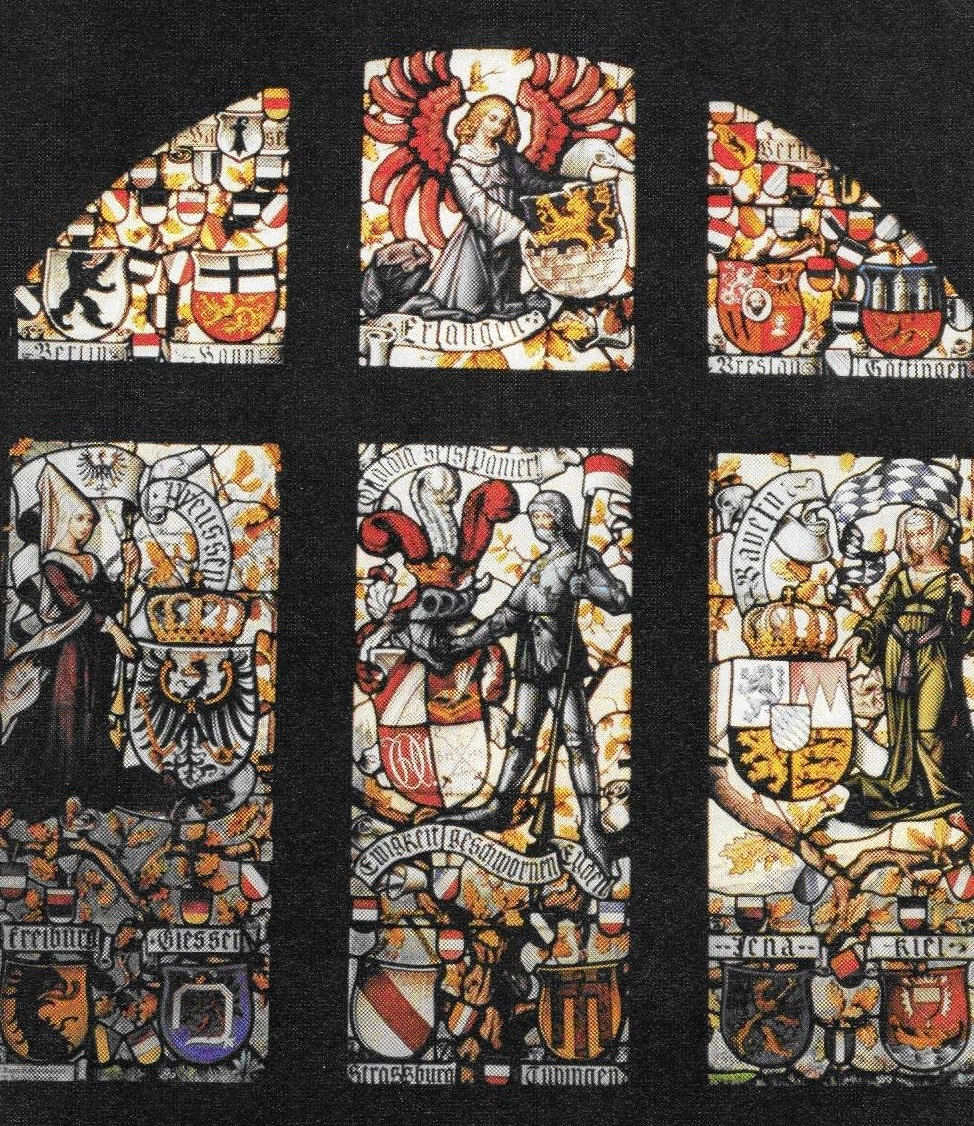
2. Kösener Fenster

## Verhältnisse
Am 9. November 1818 vereinbarten der Erlanger Senioren-Convent und der Würzburger Senioren-Convent ein Kartell. „Schon seit 1805 usuell bestehend“, wurde es bald danach in gütlichem Einvernehmen wieder gelöst.
Am 19. August 1819 lehnte Onoldia ein Kartellangebot des Corps Moenania Würzburg ab. Am selben Tag nahm sie in ihrer Konstitution die Bestimmung auf, nie mit einem auswärtigen Corps in ein Kartellverhältnis zu treten. Damit vertiefte sie das Lebenscorpsprinzip. So lehnte sie am 23. Juni 1821 auch ein Kartellangebot des Corps Franconia Würzburg ab.
1846 ging sie ein Vorstellungsverhältnis mit Lusatia Leipzig ein. Es wurde 1921 in ein Freundschaftsverhältnis und später in ein „inniges Verhältnis“ umgewandelt. Die befreundeten Beziehungen mit Franconia München wurden im Juni 1866 abgebrochen. Das 1885 mit Masovia abgeschlossene Vorstellungsverhältnis bewährte sich im selben Jahr (und 2001). Es folgten Vorstellungsverhältnisse mit Isaria und Rhenania Freiburg (Oktober 1891) sowie mit Moenania (4. Juli 1914).

„Wegen erkalteter Beziehungen“ brach Onoldia das offizielle Vorstellungsverhältnis mit Vandalia Berlin am 10. Juli 1920 ab. Am 1. Dezember 1921 wurden die Vorstellungsverhältnisse mit Lusatia Leipzig, Masovia, Moenania, Rhenania Freiburg und Isaria in befreundete Verhältnisse umgewandelt. Anfang 1929 schloss Onoldia ein befreundetes Verhältnis mit Marchia Berlin.
Auf dem Thomastag 1951 stellte die Hauptversammlung des Philistervereins fest, dass die Freundschaftsverhältnisse mit Isaria und Moenania wieder bestehen. Im Wintersemester 1952/53 wurden die freundschaftlichen Beziehungen mit Marchia Berlin wieder aufgenommen. Im Sommersemester 1988 lösten die Aktiven das alte, aber „abgenützte“ Freundschaftsverhältnis mit Isaria.
Befreundete Corps (2021)
- Lusatia Leipzig, innig befreundet
- Rhenania Freiburg
- Moenania
- Marchia Berlin
- Masovia

## Ansbacher
In alphabetischer Reihenfolge
- Rudolf von Andrian-Werburg (1844–1919), Regierungspräsident in Niederbayern
- Otto Back (1834–1917), Unterstaatssekretär, Oberbürgermeister von Straßburg
- Joseph Konrad von Bangold (1780–1851), württembergischer General
- Friedrich Bayer, Rittergutsbesitzer, Mitglied des Erfurter Unionsparlaments, MdHdA
- Wilhelm Ritter von Bestelmeyer (1847–1913), Generalstabsarzt der Bayerischen Armee
- Gustav Beyerlein (seit 1927: Beyer-Fehling; 1870–1966), Kreisdirektor in Thann und Zabern, Ministerialdirektor im Reichsministerium für Ernährung und Landwirtschaft
- Jakob Friedrich Binder (1787–1856), Erster Bürgermeister der Stadt Nürnberg
- Ernst von Braun (1788–1863), Minister in Sachsen-Altenburg
- Karl Buhl (1884–1978), Oberbürgermeister der Stadt Hof
- Georg Buol (1787–1862), Schweizer Politiker
- Karl Butzengeiger (1882–1962), Vorstand der Bayerischen Vereinsbank
- Claus D. Claussen (* 1945), Radiologe
- Friedrich Krafft von Crailsheim (1841–1926), bayerischer Ministerpräsident
- Hans Albert Dietrich (1886–1963), Professor für Gynäkologie
- Hans-Christian Dietrich (1869–1950), Vorstand der Bayerischen Vereinsbank, Aufsichtsratsvorsitzender der Baumwollspinnerei Kolbermoor, Honorarprofessor für Bankwesen
- Hermann Dingler (1846–1935), Botaniker, Professor an der Forstakademie Aschaffenburg
- Ludwig von Donle (1869–1942), Generaldirektor des Bayerischen Lloyds
- Karl Joseph von Drechsel (1778–1838), bayerischer Generalpostmeister
- Dietrich Eckart (1868–1923), Publizist, Verleger, früher Anhänger des Nationalsozialismus und Ideengeber Adolf Hitlers.
- Bernhard Endres (1788–1850), Jurist, Bürgermeister und Ehrenbürger von Ansbach
- Karl Heinrich von Fahnenberg (1779–1840), badischer Nationalökonom und Postbeamter
- August Fleischmann (1826–1887), Jurist, Oberbürgermeister von Weißenburg, Mitglied der Kammer der Abgeordneten des Bayerischen Landtags
- Ferdinand Flury (1877–1947), Pharmakologe, Toxikologe und Generalarzt
- Johann Georg von Forster (1784–1851), Bayerischer Staatsminister des Inneren
- Fritz Gastreich (1895–1979), Chirurg
- Georg Wilhelm von Goes (1789–1849), württembergischer Staatsrat
- Albert Gorter (1887–1981), Präsident der Bayerischen Staatsbank
- Ludwig von Haenlein (1790–1853), preußischer Gesandter und Minister in Oldenburg, Hamburg und Wien
- Sigmund Haller von Hallerstein (1861–1936), bayerischer Staatsminister
- August Haußleiter (1905–1989), Politiker
- Ludwig Heim (1857–1939), Professor für Hygiene
- Hans Peter Hümmer (* 1943), Kinderchirurg
- Ferdinand von Jäger (1839–1916), Jurist, Zweiter Bürgermeister und Ehrenbürger von Nürnberg
- Josef Kauper (1899–1945), Oberbürgermeister von Bayreuth
- Ludwig Kern (1785–1826), Oberamtmann in Tübingen
- Wolfgang Kühlwein (1940–2024), Anglist und Linguist
- Friedrich Mahla (1798–1875), Bürgermeister von Landau, Mitglied der Bayerischen Kammer der Abgeordneten
- Wilhelm von Meinel (1865–1927), Bayerischer Staatsminister
- Johann Matthias von Meyer (1814–1882), evangelischer Pfarrer, Oberkonsistorialpräsident in Bayern
- Ernst Meyer-Camberg (1904–1985), Arzt und Studentenhistoriker
- Friedrich Morg (1867–1936), Amtsgerichtspräsident in Nürnberg, Stadtrat der Stadt Nürnberg
- Carl von Müller (1845–1933), Verwaltungsjurist
- Ludwig von der Pfordten (1811–1880), bayerischer Ministerpräsident
- Karl von Preuschen (1781–1856), Demagogenverfolger im Vormärz, Präsident des großherzoglich hessischen Hofgerichts in Gießen
- Ferdinand Regelsberger (1851–1911), Zivilrechtler
- August von Röntgen (1781–1865), nassauischer Jurist und Diplomat
- Konrad Franz Roßhirt (1793–1873), Rechtswissenschaftler und Prorektor an der Universität Heidelberg
- Karl von Schelling (1844–1904), Regierungspräsident des Regierungsbezirks Mittelfranken
- Ludwig von Schorn (1793–1842), Kunsthistoriker
- Otto von Schrön (1837–1917), Epidemiologe
- Karl Seggel (1837–1909), Augenarzt, bayerischer Generalarzt
- Wilhelm Stadler (1884–1956), Industriemanager
- Christian Friedrich von Stockmar (1787–1863), Arzt und Politiker
- Gottfried Thomasius (1802–1875), lutherischer Pfarrer, Professor für Dogmatik und Universitätsprediger in Erlangen
- Hans Christoph Freiherr Tucher von Simmelsdorf (1904–1968), Bankenjurist, Verwaltungsrat des Germanischen Nationalmuseums
- Ferdinand von Türckheim (1789–1848), Diplomat und Abgeordneter im Großherzogtum Hessen
- Robert Wild (1875–1950), Oberbürgermeister von Fürth
- Adolf Zehlicke (1834–1904), Lehrer und Schriftsteller